# Абин
Абин (рус. Абин, адиг. Абын) река је на југу европског дела Руске Федерације. Протиче преко територија Абинског и Кримског рејона на западу Краснодарске покрајине. Део је басена реке Кубањ и Азовског мора. Свој ток завршава као притока вештачког Варнавинског језера.
Дужина тока је 81 km, површина сливног подручја 484 km², а просечан пад корита 10,52 м/км тока.
Свој ток започиње на северним обронцима кавкаског масива Коцехур, на надморској висини од 860 метара. У горњем делу тока је типична планинска река са бројним брзацима у кориту, док у доњем делу тока поприма карактер равничарске реке. Њена најважнија притока је река Адегој. У доњем делу тока протиче кроз град Абинск.